# Зидани-Мост
Зидани-Мост (словен. Zidani Most) — село в общине Лашко, на востоке центральной части Словении. Расположено при впадении реки Савиня в Саву, на высоте 204,5 м над уровнем моря. Важный железнодорожный узел. Население по данным переписи 2002 года составляет 330 человек.
В восточной части села имеется церковь Святейшего Сердца Иисуса, которая была построена в 1920 году.
По окончании Второй мировой войны в лесах в районе села Зидани-Мост в мае 1945 года югославскими партизанами были совершены массовые убийства пленных участников югославских антикоммунистических формирований (преимущественно черногорских и сербских четников). Ежегодно в селе проводится поминальная служба.